# Back to God's Country (pel·lícula de 1953)
Back to God's Country (lit. "Retorn al País de Déu") és una pel·lícula estatunidenca dramàtica d'aventures de 1953 dirigida per Joseph Pevney i protagonitzada per Rock Hudson, Marcia Henderson i Steve Cochran. Està basada en la història de James Oliver Curwood Wapi, the Walrus (també titulada Back to God's Country), que ja s'havia adaptat en la pel·lícula homònima de 1919, dirigida per David Hartford i protagonitzada per Nell Shipman, i en la versió de 1927 d'Irvin Willat, amb l'actriu Renée Adorée.

## Argument
A finals del 1800, a les remotes regions occidentals de l'Amèrica del Nord, el sinistre empresari Paul Blake (Steve Cochran) i el seu ajudant Frank Hudson (Hugh O'Brian) maten un esquimal, li roben el mapa i colpegen brutalment el seu gos de trineu.
El capità de la goleta Peter Keith (Rock Hudson) i la seva dona Dolores (Marcia Henderson) arriben amb una càrrega de pells. Blake i Hudson conspiren per mantenir el vaixell de Keith al moll fins que les condicions siguin massa gelades per navegar, ja que Blake vol quedar-se els béns del capità i també la seva dona.
Després de convèncer dos membres de la tripulació de Keith perquè abandonin el vaixell, Blake mata el cuiner del vaixell. També ataca Dolores, la qual cosa porta a una baralla amb Keith. Hudson està planejant en secret un testament que el permetrà heretar tots els diners del seu company, però, tanmateix, ve al rescat de Blake en la baralla i fereix greument Keith.
Keith i la seva dona viatgen en trineu fins a una fortalesa on ell pugui rebre l'atenció mèdica que necessita desesperadament, però han de superar un atac de llops, una allau i un guia que només pretén ser el seu amic. Blake troba el testament fals i mata Hudson, després surt a perseguir Keith, però és troba fatalment amb el gos lleial de l'esquimal, un gran danès.

## Repartiment
- Rock Hudson com a Peter Keith
- Marcia Henderson com a Dolores Keith
- Steve Cochran com a Paul Blake
- Hugh O'Brian com a Frank Hudson
- Chubby Johnson com a Shorter
- Tudor Owen com a Fitzsimmons
- Arthur Space com a Carstairs
- Bill Radovich com a Lagi
- John Cliff com a Joe
- Pat Hogan com a Uppy
- Ivan Triesault com a Reinhardt
- Charles Horvath com a Nelson

## Producció
La pel·lícula va comptar amb un guió de Tom Reed a partir de la història de James Oliver Curwood (autor del relat original), i va ser produïda per Howard Christie per a Universal International Pictures i filmada en Technicolor. El rodatge va tenir lloc a Colorado i a Sun Valley, a l'estat d'Idaho.

## Crítica
Segons el diccionari de pel·lícules i sèries de televisió Il Morandini, la versió de 1953 de Back to God's Country fa ús dels "suggerents paisatges hivernals del Canadà", però afegeix que "ja era vell quan era nou". En canvi, per a Hal Erickson, d'AllMovie, la cinta «supera la seva trama anticuada amb actuacions plenes de vida i una excel·lent cinematografia».